# أنطوان ميشيل
انطوان ميشيل (بالفرنسية: Antoine Michel) (و. 1978 – م) هو ممثل من فرنسا . ولد في باريس .

## روابط خارجية
- أنطوان ميشيل على موقع IMDb (الإنجليزية)
- أنطوان ميشيل على موقع ألو سيني (الفرنسية)
- أنطوان ميشيل على موقع أول موفي (الإنجليزية)
- أنطوان ميشيل على موقع قاعدة بيانات الفيلم (الإنجليزية)
- أنطوان ميشيل على موقع كينوبويسك (الروسية)